# Ablemma rarosae
Ablemma rarosae là một loài nhện trong họ Tetrablemmidae.
Loài này thuộc chi Ablemma. Ablemma rarosae được Lehtinen miêu tả năm 1981.